# 40 Wall Street
40 Wall Street har været ejet af Donald Trump siden 1995. Bygningen kendes også som Trump Building.
- Wikimedia Commons har flere filer relateret til 40 Wall Street

40°42′25″N 74°0′35″V / 40.70694°N 74.00972°V